# Internationale Bewegung für ein Imaginäres Bauhaus
Bereits im Dezember 1953 äußerte Asger Jorn in einem Brief an Enrico Baj seine Absicht, eine Bewegung im Namen der experimentellen Künstler zu gründen.
Jorn wollte eine Organisation freier experimenteller Künstler im Geiste des frühen Weimarer Bauhauses gründen, die sich dem neuen Bauhaus in Ulm entgegenstellen sollte, das von dem Architekten Max Bill, einem Theoretiker des architektonischen Funktionalismus und Verfechter des Industriedesigns, gegründet worden war.
Der Maler und Theoretiker schrieb über Max Bill, dass er „[...] mit der Umstrukturierung des Bauhauses, in dem Klee und Kandinsky lehrten, beauftragt wurde. Er will eine Akademie ohne Malerei, ohne Erforschung der Imagination, der Phantasie, der Zeichen, der Symbole, sondern mit rein technischem Unterricht neu errichten. Im Namen aller experimentellen Künstler stelle ich ihm eine internationale Organisation für die Forschung auf dem Gebiet des Bildes und der Phantasie entgegen: „Le Bauhaus Imaginaire“.“
Im Laufe des Jahres 1954 fand die „Mouvement International pour un Bauhaus Imaginiste“ (MIBI) Internationale Bewegung für ein Imaginäres Bauhaus, die nicht mehr nur auf dem Papier bestand, verschiedene Anhänger, von der Nuklearbewegung von Enrico Baj und Sergio Dangelo bis zu ehemaligen Mitgliedern der CoBrA.-Gruppe wie Pierre Alechinsky, Götz oder Österlin. In Albisola fand im August die erste offizielle MIBI-Veranstaltung im Rahmen der Incontri internazionali della ceramica statt. In Mailand fand im Dezember die erste Ausstellung statt, aber das Herzstück der Initiative war der Angriff auf Max Bill, mit Reden von Lucio Fontana und Jorn auf dem I. Internationalen Kongress für Industriedesign, der am selben Ort im Rahmen der X. Triennale stattfand.
Im folgenden Sommer fand die zweite Ausgabe der Incontri internazionali della ceramica wieder in Albisola statt. Piero Simondo und Pinot Gallizio lernen Jorn kennen und traten der MIBI bei.
Die Werkstatt für experimentelle Bewegung wurde im September 1955 in Alba (Piemont) gegründet. Der Gründungsakt wurde von Asger Jorn, Giuseppe „Pinot“ Gallizio und Piero Simondo unterzeichnet.
Vom 2. bis 8. September 1956 fand in Alba der"„Erste Kongress Freier Künstler“ statt, auf dem der Bruch mit der Nuklearbewegung und die neue Zusammenarbeit mit der Lettristischen Internationale von Guy Debord, vertreten durch den Delegierten Gil J. Wolman, gebilligt wurde.
Aus der Auflösung und dem Zusammenschluss der MIBI mit der Lettristischen Internationale am 28. Juli 1957 ging die Situationistische Internationale hervor.